# صورة وأيقونة وعهد قديم
صورة وأيقونة وعهد قديم هي رواية للكاتبة الفلسطينية سحر خليفة، صدرت سنة 2002 عن دار الآداب. تروي خليفة مصير القدس التي تتعرض لتهويد تدريجي، مما يهدد هويتها العربية والإسلامية، كما تتناول حكايات وذكريات عن المدينة المقدسة.

## ملخص الرواية
هي قصة حب بين إبراهيم ومريم، وهما من ديانتين مختلفتين، اعتقدا أنهما سيتجاوزان كل العراقيل لكن التقاليد فرقت السبل بينهما، بعدما رزقت مريم بابنهما والتي تحملت وحدها حمايته من عنت تقليدي فلجأت إلى كنائس متعددة طلبا للحماية. أما إبراهيم فقد اخترف البناء في الخليج مستفيدا من صخور فلسطين المستجلبة من هناك، لإعمار مناطق صحراوية هناك فاغتنى ليعود إلى فلسطين باحثا عن القدس وعن حبه القديم وعن وريث لأمواله فوجد نفسه أمام تحولات طالت كلا من القدس ومحبوبته، ورفضه ابنه أبا.

## الشخصيات
تتنوع الشخصيات في الرواية، وتُظهر خليفة من خلالها الواقع المعقد لعيش الفلسطينيين في ظل الاحتلال. الشخصية الرئيسية سارة، التي تمثل نموذجًا للمرأة الفلسطينية التي تناضل من أجل حقوقها، تتفاعل مع محيطها الاجتماعي والسياسي بكل تعقيداته. تظهر الرواية الأثر العميق للذاكرة التاريخية على الأفراد، وتحاول خليفة من خلالها تقديم صورة دقيقة للنساء الفلسطينيات ودورهن في المجتمع والنضال.

## الأسلوب الأدبي
تستخدم خليفة تقنيات متعددة مثل التداخل الزمني، وتوظيف الرمزية من خلال الصور والأيقونات، بالإضافة إلى التنقل بين الماضي والحاضر بطريقة تعكس تداخل الأحداث الفردية مع الأحداث الجماعية في التاريخ الفلسطيني. كما تبرز الرواية من خلال لغة شاعرية وحوار داخلي يعكس الصراع النفسي العميق للشخصيات. كما تتناول الرواية عدة موضوعات رئيسية منها:
- الهوية الفلسطينية، تسلط الرواية الضوء على الصراع المستمر لتشكيل هوية فلسطينية في ظل الاحتلال.
- المرأة الفلسطينية: تحاول سحر خليفة من خلال هذه الرواية تقديم صورة معقدة للمرأة الفلسطينية ودورها في المقاومة.
- الذاكرة والتاريخ: تؤكد الرواية على أهمية الذاكرة في فهم الحاضر، وكيف أن الماضي يظل حاضرًا في الوعي الجمعي للفلسطينيين.

## صورة المرأة في الرواية
تُصوّر سحر خليفة المرأة في الرواية بشكل مركب يتأثر بالعوامل الاجتماعية والسياسية والدينية، جعلتها تواجه تحديات متعددة من صراع بين الحفاظ على التقاليد والسعي نحو التحرر الشخصي والاجتماعي، ومعاناة من القمع الاجتماعي والاقتصادي لكنها أيضًا تمنحهن قوة المقاومة والتغيير، مما يجعلهن رمزًا للنضال ضد الهيمنة والظلم. تُقدّم خليفة المرأة كعلاقة معقدة بين الواقع والقيم المجتمعية، مما يعكس رغبة في إعادة بناء الذات.

## التأثير
تعد صورة وأيقونة وعهد قديم من الروايات التي تساهم في فتح باب النقاش حول قضايا اجتماعية وثقافية وسياسية كبيرة، خصوصًا تلك التي تتعلق بالمرأة الفلسطينية وبمواجهة الاحتلال. لقد أثرت بشكل كبير على الأدب الفلسطيني والعربي المعاصر. تمكنت خليفة من استخدام الأدب كوسيلة قوية للتعبير عن معاناة شعبها، ومن خلال شخصياتها المعقدة، قدمت نظرة فاحصة على الحياة اليومية في فلسطين.